# Von hier an blind
| Оценки критиков     | Оценки критиков |
| Источник            | Оценка          |
| ------------------- | --------------- |
| Allmusic.de         | [ 1 ]           |
| Intro               | (Избранное)     |
| Laut.de             | [ 3 ]           |
| Plattentests Online | [ 4 ]           |

Von hier an blind — второй альбом немецкой группы Wir sind Helden, выпущенный 4 апреля 2005 года в Германии. 18 апреля альбом вошёл в топ-100 немецких альбомов под номером 1 и оставался в топ-10 в течение двадцати недель. Он также достиг № 1 в Австрии и № 5 в Швейцарии. Альбом также занял 16-е место в чарте альбомов iTunes в США.
С альбома было выпущено четыре сингла: «Gekommen um zu bleiben» (28 февраля 2005 года), «Nur ein Wort» (17 мая 2005 года), «Von hier an blind» (26 сентября 2005 года) и «Wenn es passiert» (13 января 2006 года).
В расширенном CD представлены несколько коротких видеороликов с производства альбома.
После успеха альбома в Германии и Австрии, Wir sind Helden записали несколько песен из альбома на английском, французском и японском языках для возможных релизов в странах, не говорящих по-немецки. «Sā Itte Miyō», японская версия «Von hier an blind», была выпущена как B-сторона сингла «Von hier an blind».
Всё оформление для альбома и синглов (обложки, буклеты и т. д.) было разработано берлинским иллюстратором Ванессой Карр. Оно было смоделировано по образцу комиксов «Тинтин в Тибете» (1960) бельгийского художника Эрже, умершего в 1983 году. Примечательно, что видео на заглавный сингл альбома «Von hier an blind» выдержано в том же стиле.

## Список композиций
| №                   | Название                                                                                     | Длительность |
| ------------------- | -------------------------------------------------------------------------------------------- | ------------ |
| 1.                  | «Wenn es passiert»                                                                           | 3:33         |
| 2.                  | «Echolot»                                                                                    | 4:31         |
| 3.                  | «Von hier an blind»                                                                          | 3:30         |
| 4.                  | «Zuhälter»                                                                                   | 3:30         |
| 5.                  | «Ein Elefant für dich»                                                                       | 4:42         |
| 6.                  | «Darf ich das behalten»                                                                      | 3:18         |
| 7.                  | «Wütend genug»                                                                               | 4:29         |
| 8.                  | «Geht auseinander»                                                                           | 3:10         |
| 9.                  | «Zieh dir was an»                                                                            | 3:26         |
| 10.                 | «Gekommen um zu bleiben»                                                                     | 3:10         |
| 11.                 | «Nur ein Wort»                                                                               | 3:56         |
| 12.                 | «Ich werde mein Leben lang üben, dich so zu lieben, wie ich dich lieben will, wenn du gehst» | 2:52         |
| 13.                 | «Bist du nicht müde»                                                                         | 3:53         |
| Общая длительность: | Общая длительность:                                                                          | 48:08        |

## Ограниченный выпуск
Была также выпущена ограниченная версия альбома, которая включала дополнительный DVD с документальным фильмом, интервью с участниками группы о каждой из песен альбома и игру, в которой можно было переключать инструменты группы во время исполнения «Nur ein Wort».

## Чарты
| Чарт (2005—2006)                | Высшая позиция |
| ------------------------------- | -------------- |
| Австрия (Ö3 Austria)            | 1              |
| Нидерланды (Album Top 100)      | 72             |
| Германия (Offizielle Top 100)   | 1              |
| Швейцария (Schweizer Hitparade) | 5              |

| Чарт (2005)                     | Позиция |
| ------------------------------- | ------- |
| Австрия (Ö3 Austria)            | 5       |
| Германия (Offizielle Top 100)   | 2       |
| Швейцария (Schweizer Hitparade) | 97      |

| Чарт (2006)                   | Позиция |
| ----------------------------- | ------- |
| Германия (Offizielle Top 100) | 98      |